# 比约格·埃娃·延森

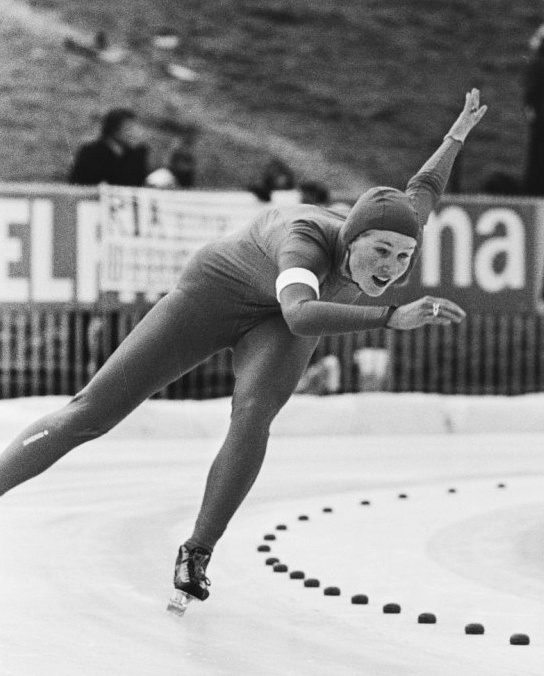
比约格·埃娃·延森

比约格·埃娃·延森（挪威語：Bjørg Eva Jensen，1960年2月15日—），挪威女子速度滑冰运动员。她曾代表挪威获得1980年冬季奥运会速度滑冰比赛女子3000米金牌。她也参加了1984年冬季奥运会。